# 슬로브나프트

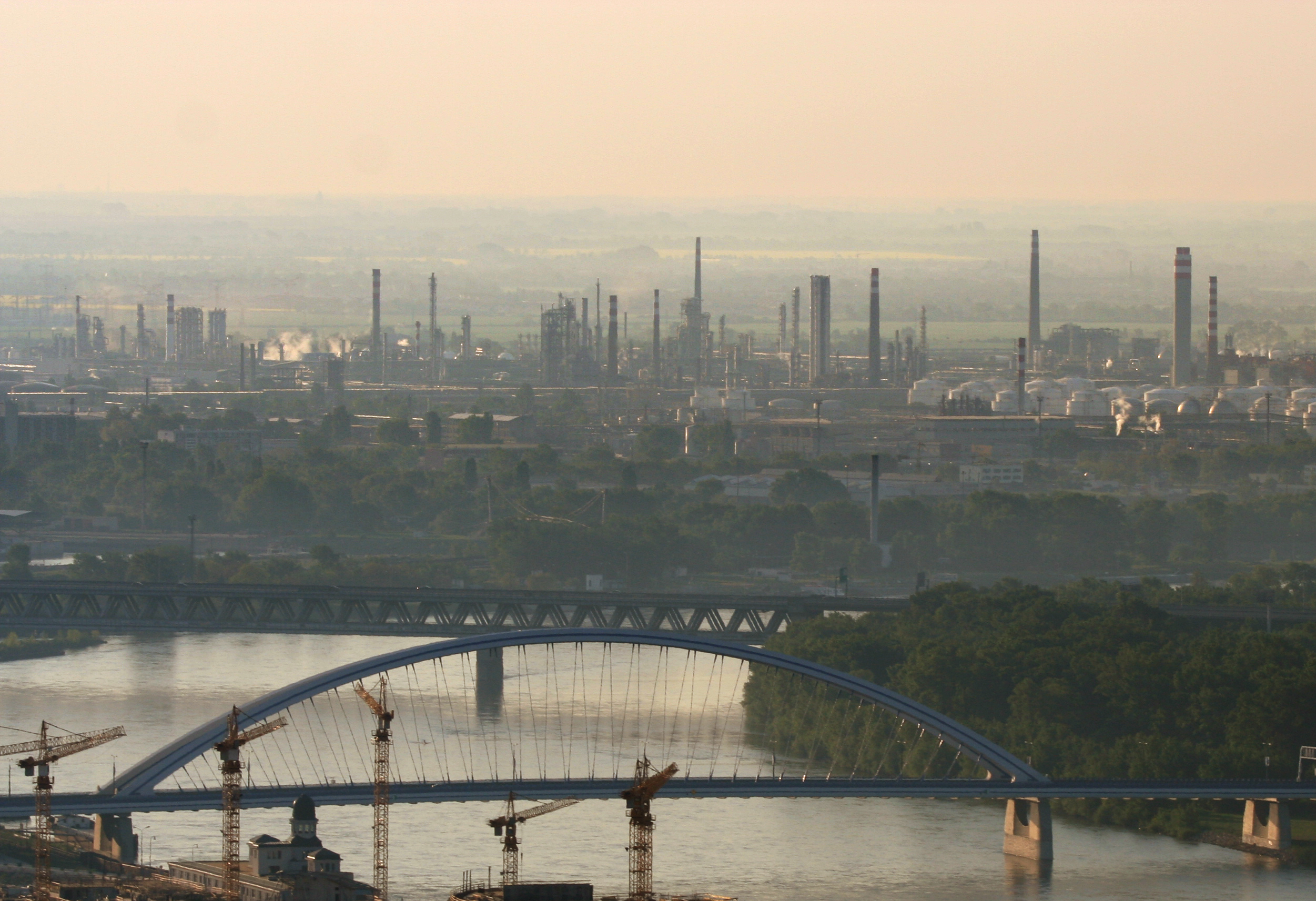
다리가 있는 슬로브나프트

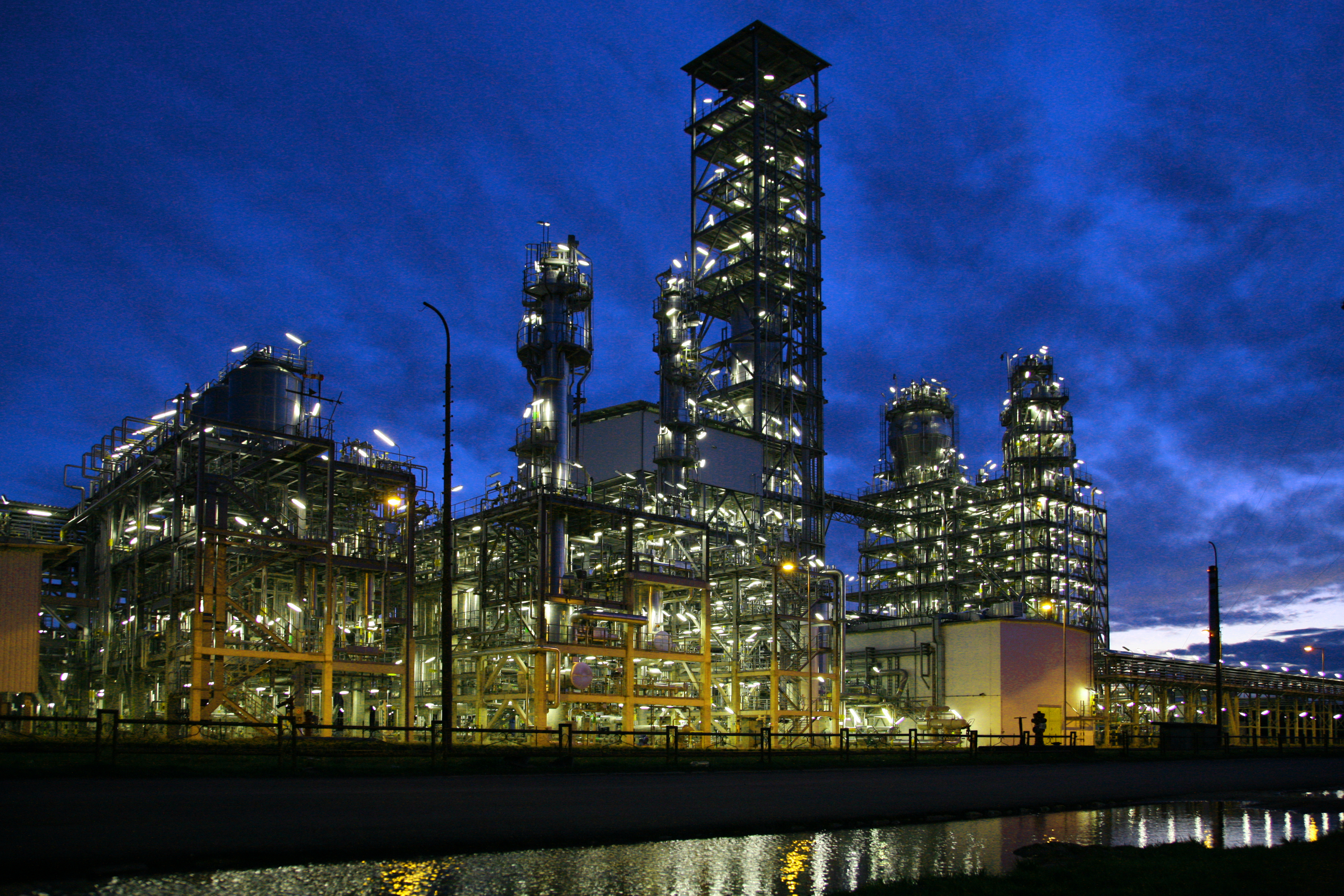
신설 폴리프로필렌 공장 PP3

슬로브나프트(Slovnaft)는 슬로바키아의 정유 회사이다. 브라티슬라바에 위치한 이 회사는 MOL 그룹의 자회사이다.

## 역사
슬로브나프트는 아폴로 회사의 후신이다. 아폴로는 1895년 브라티슬라바에 설립되었다. 이 정유소는 1944년 6월 연합군의 폭격을 받았다. 다뉴브강 위에 건설된 브라티슬라바 아폴로 다리는 아폴로 정유소의 역사적인 장소와 가깝다. 슬로브나프트 정유소는 1949년에 건설되기 시작했다.
1992년 5월 1일, 슬로브나프트는 1949년 1월 1일 체코슬로바키아 정부가 설립한 국영 기업의 후신으로 주식회사로 재편성되었다.
국내 경쟁사인 벤지놀 인수는 1995년에 이루어졌다.
2000년부터 슬로브나프트는 MOL 그룹과 제휴하고 있다.

## 운영

### 정제
슬로브나프트는 연간 550만~600만 톤의 원유를 정제하며 광범위한 자동차 연료, 난방유 및 석유화학 제품을 생산한다.

### 석유화학
슬로브나프트 석유화학(Slovnaft Petrochemicals, s.r.o.)은 슬로브나프트 그룹의 석유화학 부문을 대표한다. 이 회사는 광범위한 용도로 사용되는 기초 재료인 고분자를 생산한다.

### 연료 소매
슬로브나프트는 슬로바키아에 208개의 주유소를 운영하고 있으며, 이 소매 네트워크를 통해 자동차 연료 및 기타 다양한 상품과 추가 서비스를 제공한다.

### 발전
슬로브나프트의 자회사인 CM 유럽 전력 슬로바키아(CM European Power Slovakia, s.r.o.)는 전기, 열, 동력을 생산한다.

## 후원
슬로브나프트는 현재 슬로브나프트 컵으로 불리는 슬로바키아 컵의 주요 파트너이다.

## 환경 부담
브라티슬라바 근처에 있는 슬로브나프트 공장은 지하수를 심각하게 오염시키는 주범이다. 지트니오스트로프섬의 물을 보호하기 위해 슬로브나프트 부지의 동쪽에 우물로 된 수력 벽이 건설되었으며, 오염된 물은 지속적으로 정화되고 있다.

## 같이 보기
- 트랜스페트롤, 슬로바키아 송유관 회사, 드루즈바 파이프라인의 슬로바키아 구간 운영자